# Björnömalmen och Klacknäset
Björnömalmen och Klacknäset var en av SCB avgränsad och namnsatt tätort (mellan 1990 och 2005 småort) i Värmdö kommun i Stockholms län. Tätorten omfattade bebyggelse i de två fritidshusområdena längst ut på Ingarön. Vid avgränsningen 2015 och 2018 samt från 2023 ingick bebyggelsen i tätorten Långvik. Vid avgränsningen 2020, men ej 2023 klassades den åter som en separat tätort

## Befolkningsutveckling
| Befolkningsutvecklingen i Björnömalmen och Klacknäset 1990–2020                                                                                            | Befolkningsutvecklingen i Björnömalmen och Klacknäset 1990–2020 | Befolkningsutvecklingen i Björnömalmen och Klacknäset 1990–2020 | Befolkningsutvecklingen i Björnömalmen och Klacknäset 1990–2020 | Befolkningsutvecklingen i Björnömalmen och Klacknäset 1990–2020 |
| --- | --------------------------------------------------------------- | --------------------------------------------------------------- | --------------------------------------------------------------- | --------------------------------------------------------------- |
| |                                                                 |                                                                 |                                                                 |                                                                 |
| År |                                                                 |                                                                 | Folkmängd                                                       | Areal (ha)                                                      |
| 1990 | 1990                                                            |                                                                 | 281                                                             | 93#                                                             |
| 1995 | 1995                                                            |                                                                 | 361                                                             | 105#                                                            |
| 2000 | 2000                                                            |                                                                 | 490                                                             | 124#                                                            |
| 2005 | 2005                                                            |                                                                 | 568                                                             | 127                                                             |
| 2010 | 2010                                                            |                                                                 | 624                                                             | 126                                                             |
| 2020 | 2020                                                            |                                                                 | 647                                                             | 155                                                             |
| Anm.: Ny tätort 2005. 1990-2000 var andelen fritidshus för hög, för att orten skulle kunna klassas som tätort. Sammanvuxen med Långvik 2015. # Som småort. |                                                                 |                                                                 |                                                                 |                                                                 |